# Greatest & Latest (Dee Dee Ramone)
Greatest & Latest è un album di Dee Dee Ramone composto da cover dei Ramones, di Johnny Kidd, di Chris Spedding e degli Everly Brothers e da alcune canzoni scritte da Dee Dee insieme alla moglie Barbara Zampini (Barbara Ramone).

## Tracce
1. Blitzkrieg Bop (Ramones)
2. Time Bomb (Ramones)
3. Sheena Is a Punk Rocker (Ramones)
4. Motorbikin` (Chris Spedding)
5. I Wanna Be Sedated (Ramones)
6. Cretin Hop (Ramones)
7. Teenage Lobotomy (Ramones)
8. Gimme Gimme Shock Treatment (Ramones)
9. Shakin' All Over (Johnny Kidd)
10. Come On Now (Ramones)
11. Cathy's Clown (Everly Brothers)
12. Pinhead (Ramones)
13. Rockaway Beach (Ramones)
14. Fix Yourself Up (Dee Dee Ramone)
15. Sidewalk Surfin’ (Dee Dee Ramone - Barbara Ramone)
16. Beat On the Brat (Ramones)
17. Sidewalk Surfin'  (versione strumentale, bonus track in alcune importazioni straniere)

## Formazione
- Dee Dee Ramone - voce e chitarra
- Barbara Ramone - voce e basso
- Chase Manhatten - batteria
- Chris Spedding - chitarra